# Фернандо Алтимани
Фернандо Алтимани (итал. Fernando Altimani; Милано 8. децембар 1893 — Милано 2. јануар 1963) био је италијански атлетичар специјалиста за брзо ходање. На Летњим олимпијским играма 1912. у Стокхолму освојио је бронзану медаљу у брзом ходању на 10 км у времену 47:37,6.
Током своје каријере учествовао је на првенствима Италије и освојио 9 титула италијанског првака:
5 титула на 1.500 м ходање (1910, 1911, 1912, 1913, 1914)
4 титуле на 10.000 м ходање (1910, 1911, 1912, 1913).